# André Juillard
Pour les articles homonymes, voir Juillard.
André Juillard, né le 9 juin 1948 à Paris et mort le 31 juillet 2024 à Penvénan (Côtes-d'Armor), est un scénariste et dessinateur de bande dessinée français.
Auteur-phare de la bande dessinée historique francophone des années 1980-1990, il est surtout connu pour avoir dessiné les séries Les 7 Vies de l'Épervier (1983-1991), Masquerouge (1984) et Plume aux vents (1995-2000), toutes scénarisées par Patrick Cothias.
Après avoir lancé avec Jacques Martin l'éphémère série historique Arno (1983-1987), il s'impose aussi comme auteur complet et en dehors de la BD historique en écrivant et dessinant le diptyque Le Cahier bleu (1994-1998). Puis, de 2000 à sa mort, il dessine plusieurs albums Blake et Mortimer sur des scénarios d'Yves Sente, prolongeant l'œuvre d'Edgar P. Jacobs.
C'est également un illustrateur très recherché pour la clarté de son trait. Très prolifique, Juillard arrive en effet à marier un certain académisme, un réalisme classique au dynamisme nécessaire à la bonne tenue d'une bande dessinée.

## Biographie

### Des débuts discrets (1974-1982)
Attiré par le dessin comme l'histoire, André Juillard entre après le lycée à l'ENSAD, où il suit des cours en communication visuelle. Amateur de bande dessinées durant son enfance, ce n'est qu'en 1970 qu'il y revient, après la découverte de Lone Sloane de Philippe Druillet, dont il suit, à Vincennes en 1972-1973, les cours de dessins, coanimés avec Jean-Claude Mézières et Jean Giraud alias Mœbius.
Dès la fin de ses études, il décide de se tourner vers l'illustration et la bande dessinée. En 1974, il participe sans succès à un concours organisé par les maisons d'édition catholiques Bayard presse et Fleurus ; cependant, la rédaction de Formule 1 lui propose de travailler comme illustrateur. Son premier dessin y est publié en 1974.
Il devient rapidement un auteur régulier de Fleurus : en 1975, il publie dans Formule 1 un western, La Longue Piste de Loup Gris, sur un scénario de Claude Verrien. Puis il adapte Roméo et Juliette avec Jacques Josselin pour Djin, hebdomadaire pour filles de Fleurus. En 1976, il entame avec Verrien sa première bande dessinée historique, Bohémond de Saint-Gilles, qui conte les aventures d'un chevalier limousin du XIIIe siècle. Publié dans Formule 1 et, épisodiquement dans le périodique  BD Triolo. À la mort de Verrien en 1977, le scénario est repris par Pierre Marin, mais la série connaît une forte baisse de qualité.
De 1976 à 1980, en collaboration avec Didier Convard et sur des scénarios de Jacques Josselin, il dessine également pour Djin les douze épisodes longs d'Isabelle Fantouri, médecin au service de l'Organisation mondiale de la santé. En plus de ces nombreuses planches, il réalise en 1978, avec Convard, Les Cathares, et de nombreux récits courts pour les revues de la maison.
Malgré cette production pléthorique, Juillard ne connaît pas encore le succès, desservi par une rapidité de production, au détriment du dessin, et par des scénarios d'inégale qualité.
C'est alors qu'il quitte les éditions Fleurus et passe chez Pif Gadget, où il avait déjà illustré, en 1978, un récit court adapté de Jules Verne par Bertrand Solet: «Sens dessus dessous». Sur des scénarios de Patrick Cothias, il y lance le personnage de Masquerouge, été fait une série d'Aventure Historique narrant les exploits d'un voleur masqué, à l'époque de Louis XIII. Ces quinze récits courts, publiés entre juillet 1980 et avril 1982, le font remarquer de Jean-Pierre Dionnet et Henri Filippini, bien plus que par la critique (qui mésestime la production pour enfants) et le public (qui a besoin d'albums). Il publie ensuite dans Pif deux histoires d'aventure écrites par Jean Ollivier. En 1982, il publie avec Isidore Roland Cheminots, ouvrage d'histoire didactique sur l'épopée du rail en France ; c'est une réussite qui passe assez inaperçue. Parallèlement, il dessine en 1980 et 1981 deux monographies historiques publicitaires, distribuées par les Crédits agricoles du Loiret et du Calvados. Il dessine également des planches pour des histoires de la Bretagne et du Portugal publiées en 1983 et 1984, toujours à des fins publicitaires. La direction de Pif ayant décidé de changer de formule, Masquerouge est arrêté. Désireux de développer l'univers, Juillard et Cothias reprennent les droits de la série et démarchent Filippini pour la publier dans le magazine Circus.

### Les Sept Vies de l'Épervieret le succès (1982-1991)

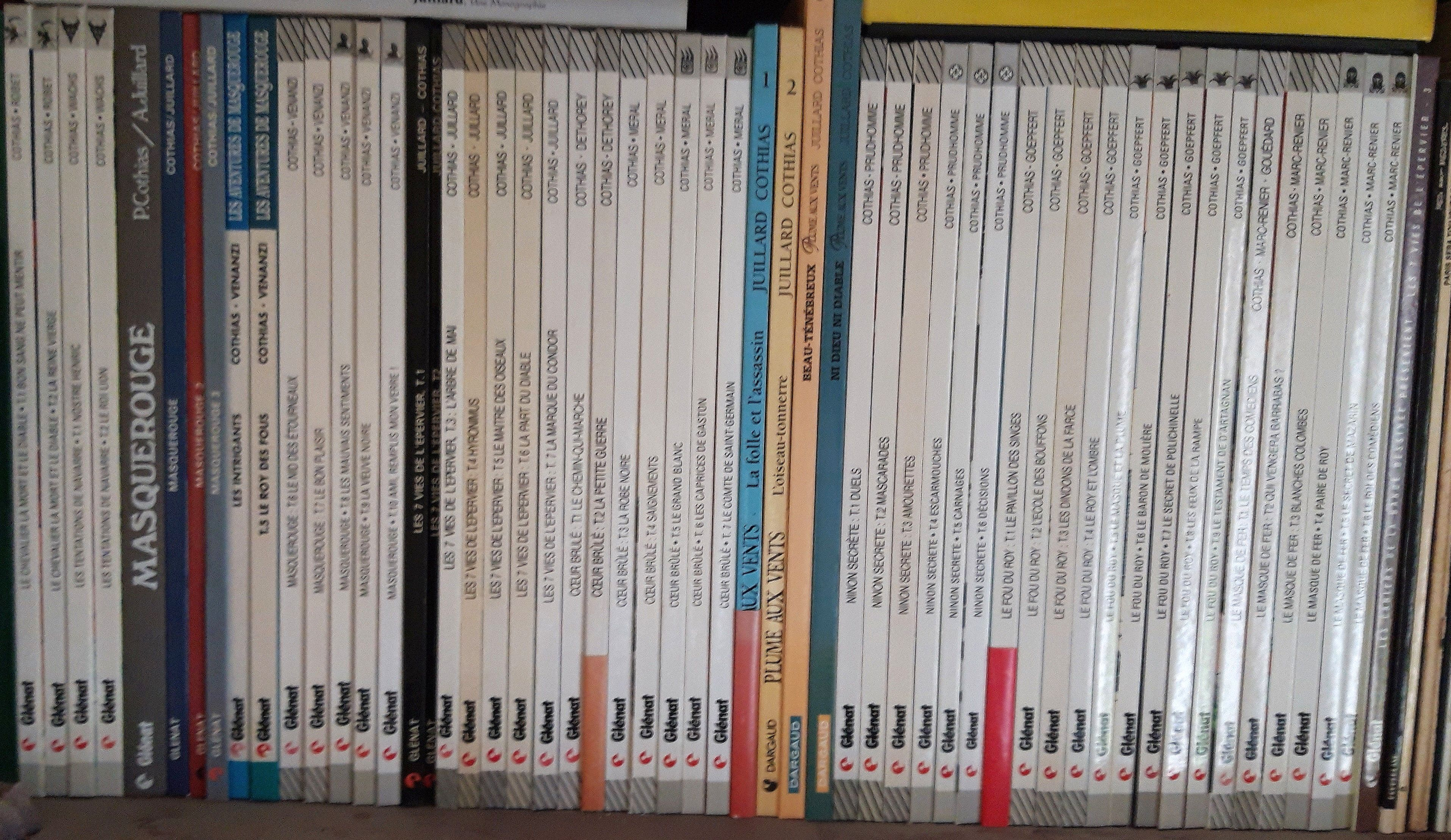
Les Sept Vies de l’Épervier
et séries dérivées.

Le duo y reprend effectivement l'univers de Masquerouge : dans une série d'histoires destinées cette fois-ci à un public adulte, Les Sept Vies de l'Épervier se passent sous Henri IV, soit quelques années plus tôt que la série d'origine. Publiée à partir d'octobre 1982 dans la revue et de 1983 en albums, la série connaît un succès immédiat.
En 1984, les trois tomes de Masquerouge sont réédités en albums. La même année, Juillard entame avec Jacques Martin Arno, une série d'Aventure ayant pour cadre l'armée Napoléonienne. Le créateur d'Alix voit en lui le premier jeune auteur à avoir su s'ancrer dans la tradition classique tout en y apposant son originalité.
Les trois premiers volumes des 7 vies de l'épervier et d’Arno, parus entre 1983 et 1986, asseyent sa célébrité. Si la seconde série est de facture très classique (l'Histoire n'est qu'un prétexte à des aventures qui auraient pu se passer partout ailleurs), Les 7 vies de l'épervier renouvelle la bande dessinée historique, où l'Histoire est abordée pour elle-même, comme contexte nécessaire à des histoires.
De 1988 à 1991, Juillard se concentre sur la suite et la fin des 7 vies de l'épervier, directement en album (7 tomes au total), tandis que certaines de ses premières œuvres (comme celles réalisées avec Jean Ollivier) sont rééditées à des fins commerciales.
Parallèlement, Juillard se met à travailler de plus en plus comme illustrateur, travaillant sur des textes de Rodolphe, William Faulkner, Irène Frain, Didier Daeninckx, etc. L'influence de Juillard est énorme sur les auteurs de bande dessinée historiques publiés par Glénat, parmi lesquels Jean-Charles Kraehn et Erik Arnoux.

### Diversification et confirmation (1992-1999)
Désireux de ne pas apparaître uniquement comme un excellent dessinateur historique, André Juillard se lance en 1993 dans Le Cahier bleu. Les premières planches paraissent dans (À suivre), alors sur le déclin mais qui conservait encore une certaine image de marque, puis l'année suivante en album. Pour ce premier album sans scénariste et traitant du monde contemporain hors d'un genre codifié (comme c'était le cas avec Isabelle Fantouri), André Juillard reçoit de nombreux prix.
La carrière d'illustrateur de Juillard connaît un envol. Alain Beaulet publie plusieurs portfolios à partir de 1993, Christian Desbois ou les éditions du Pythagore publient également de luxueux ouvrages et monographies. Considérant qu'il a prouvé l'étendue de son talent avec Le Cahier bleu, et montré qu'il était plus qu'un simple très grand illustrateur, l'Académie des Grand Prix lui décerne en 1996 le Grand prix de la ville d'Angoulême.
Ces réussites ne l'empêchent pas de continuer à produire des bandes dessinées historiques avec Cothias : il lance ainsi Plume aux vents, suite des 7 vies de l'épervier, qui paraît en quatre albums chez Dargaud de 1995 à 2002.
En 1998, il publie chez Casterman, une fausse suite au Cahier Bleu, intitulée Après la pluie.

### Blake et Mortimeret one-shots (années 2000-2010)
En 1999 les éditions Dargaud annoncent qu'André Juillard forme avec Yves Sente la deuxième équipe de reprise de Blake et Mortimer (après Jean Van Hamme et Ted Benoit). Huit albums paraissent en 2000, 2003, 2004, 2008, 2012, 2014, 2016 et 2024, de La Machination Voronov à Signé Olrik. Malgré les qualités du dessin de Juillard, et sa capacité de mimétisme lui rendant facile l'adaptation aux contraintes de la série, l'accueil critique est mitigé. Ces nouvelles aventures sont cependant un succès public.
Parallèlement à cette reprise, André Juillard continue son exploration du monde contemporain en bande dessinée en publiant en 2006 Le Long Voyage de Léna sur un scénario de Pierre Christin, suivi d'un second volume en 2009, Léna et les Trois Femmes. En 2020, sort le 3eme volume Dans le brasier.
Son travail d'illustrateur continue de susciter de nombreux ouvrages, chez Alain Beaulet toujours, mais également chez Daniel Maghen, qui publie en 2006 Entracte, biographie par l'image. En septembre 2008, le festival BDFIL de Lausanne lui consacre une grande exposition où sont présentées plus de 250 pièces originales.
En 2011, il dessine le one-shot Mezek, sur un scénario de Yann, pour la collection « Signé », au Lombard. L'action suit des pilotes mercenaires en Israël, en 1948.
En 2014, il développe une nouvelle suite aux 7 Vies de l'Épervier avec Patrick Cothias. À l'occasion, les quatre tomes de Plume aux Vents sont réédités par Dargaud, pour devenir les tomes 8 à 11 de la série originale. Le nouvel album, un one-shot intitulé Quinze ans après constitue donc le douzième tome.
C'est toujours chez Dargaud qu'il retrouve Yann fin 2018 pour livrer un second one-shot ayant pour thèmes l'aviation et la guerre, avec Double 7, dont l'action se situe cette fois en Espagne, durant l'hiver 1936.

### Décès
André Juillard meurt des suites d'une longue maladie le 31 juillet 2024 à Penvénan, à l'âge de 76 ans,.

## Analyse de l'œuvre
Si sa qualité de narrateur a été louée dans Le Cahier bleu, son premier album sans collaborateurs, couronné de nombreux prix, André Juillard a avant tout atteint la célébrité pour la qualité de son dessin. Celui-ci, classique sans être une simple copie de styles passés, se distingue avant tout par sa clarté, sa lisibilité esthétique. Très prolifique, Juillard arrive en effet à marier un certain académisme, un réalisme classique au dynamisme nécessaire à la bonne tenue d'une bande dessinée.
Très influencé à ses débuts par Jean-Claude Mézières et Jijé (relief privilégié aux contours par de larges aplats noirs, hachurages nombreux), il se clarifie rapidement, sous l'influence notamment d'Harold Foster. À partir de Bohémond Saint-Gilles, il emprunte à celui-ci ses qualités, « le sens de l'espace, le soin apporté aux détails, la science de l'anatomie et de l'éclairage, (...) un découpage dynamique variant les angles de vue et alternant les gros plans avec de vastes compositions d'ensemble » sans la froideur inhérente à un académisme trop respectueux. Le dernier épisode de la série, puis Cheminots, marquent une nette évolution : son trait se fait pur et noble, tout en gardant en permanence une « invention dans le geste et dans l'expression qui fait défaut » à la bande dessinée historique classique.
Dès lors qu'il peut passer du temps à y réfléchir, ses planches comme ses cases montrent un réel sens de la narration. Il sait la rendre particulièrement efficace, grâce au savoir-faire qu'il manifeste dans la composition de chaque case et grâce à son aptitude à varier les angles de vues et la profondeur de champ.

## Publications

### Bande dessinée

#### Revues, magazines
- La Longue Piste de Loup-Gris (dessin), avec Claude Verrien (scénario), dans Formule 1, Fleurus, 1974-1975
- Roméo et Juliette (dessin), d'après William Shakespeare, avec Jacques Josselin (scénario), dans Djin, Fleurus, 1974-1975
- Une histoire courte et diverses illustrations dans Formule 1, Fleurus, 1974-1975
- Quatre histoires de  Bohémond de Saint-Gilles (dessin), avec Claude Verrien puis Pierre Marin (scénario), dans Formule 1, Fleurus, 1976-1980
- Douze histoires d'Isabelle Fantouri (dessin), avec Didier Convard (dessin) et Jacques Josselin (scénario), dans Djin, Fleurus, 1976-1980
- « Sens dessus dessous » (dessin), d'après Jules Verne, avec Bertrand Solet (scénario), dans Pif Gadget no 475, Vaillant, 1978
- Les Cathares, coréalisé avec Didier Convard, dans Djin, Fleurus, 1978
- Quatre histoires courtes dans Djin, Fleurus, 1978-1980
- Quinze récits courts de Masquerouge (dessin), avec Patrick Cothias (scénario), dans Pif Gadget, Vaillant, 1980-1982
- « La ruée vers l’or » (dessin), avec Jean Ollivier, dans Pif Gadget no 688, Vaillant, 1982-1985
- Deux histoires des Sept Vies de l'épervier (dessin), avec Patrick Cothias (scénario), dans Circus, Glénat, 1982-1984
- Arno : Le Pique rouge (dessin), avec Jacques Martin (scénario), dans Circus, Glénat, 1983
- Un récit court dans Le Journal de Tintin no 482, Le Lombard, décembre 1984
- « L'Appel de la forêt » (dessin), d'après Jack London, avec Leigh Sauerwein (scénario), dans Je bouquine, Bayard presse, 1985
- « Don Quichotte » (dessin), d’après Cervantes, avec Daniel Patte (scénario), dans Je bouquine, Bayard presse, 1985
- « Germinal » (dessin) d’après Émile Zola, avec Daniel Patte (scénario), dans Je bouquine, Bayard presse, 1990
- Deux histoires et des extraits d’Arno (dessin), avec Jacques Martin (scénario), dans Vécu, Glénat, 1985-1986
- Une histoire et des extraits des 7 Vies de l'épervier (dessin), avec Patrick Cothias (scénario), dans Vécu, Glénat, 1985-1991
- Récits courts dans (À suivre), Casterman, 1985-1997
- Illustrations dans (A SUIVRE), Casterman, 1987-1996
- « Brother John », dans L'Écho des savanes spécial USA no 48/49, Albin Michel, juin 1990
- Le Cahier bleu, dans (A SUIVRE), Casterman, 1993-1994
- Après la pluie, dans BoDoï, 1998

#### Albums
- Bohémond de Saint-Gilles (dessin), Fleurus :

1. Les chevaliers du désert, avec Claude Verrien (scénario), 1979.
2. Sortilèges à Malte, avec Claude Verrien (scénario), 1982.
3. Duel en Sicile, avec Pierre Marin (scénario), 1983.
4. L'or des croisés, avec Pierre Marin (scénario), 1984.

- 2000 Ans d'histoire du Loiret (dessin), avec Imagis (scénario), I.D.P. pour la Caisse régionale du Crédit agricole mutuel du Loiret, 1980.
- 2000 Ans d'histoire du Calvados (dessin), avec Léon Wisznia (scénario), I.D.P. pour la Caisse régionale du Crédit agricole mutuel du Calvados, 1981.
- Le Secret de la Cathédrale (dessin), avec Jean Pénichon et Léon Wisznia (scénario), Imagis pour le Centre archéologique de l'Isère et le CNRS, 1981.
- Cheminot. Histoire et légende des hommes du rail (dessin), avec Isidore Roland (scénario), Temps actuels, 1982.
- Participation à 2000 Ans d'histoire de Bretagne (dessin), [scénariste non crédité], I.D. Program pour le Crédit Agricole, 1983.
- Les 7 Vies de l'Épervier (dessin), avec Patrick Cothias (scénario), Glénat, sept volumes, 1983-1991.
- Participation à Huit Siècles d'histoire du Portugal (dessin), [scénariste non crédité], I.D. Program pour Pinto & Sotto Mayor, 1984.
- Masquerouge (dessin), avec Patrick Cothias (scénario), Glénat, trois volumes, 1984.
- Arno (dessin), avec Jacques Martin (scénario), Glénat, 3 volumes, 1983-1987.
- Chasseurs d'or (dessin), avec Jean Ollivier (scénario) et Yves Lencot (couleurs), Delcourt, 1987.
- Le Cahier bleu, Casterman, coll. « Studios (À suivre) », 1994.
- Plume aux vents (dessin) avec Patrick Cothias (scénario), Dargaud, quatre volumes, 1995-2002.
- Après la pluie, Casterman, 1998[16].
- Blake et Mortimer (dessin), avec Yves Sente (scénario), Éditions Blake et Mortimer, 7 volumes, 2000-2016.
  - La Machination Voronov, 2000
  - Les Sarcophages du 6e continent, Tomes 1 et 2, 2003-2004
  - Le Sanctuaire du Gondwana, 2008
  - Le Serment des cinq Lords, 2012
  - Le Bâton de Plutarque, 2014
  - Le Testament de William S., 2016
  - Signé Olrik, 2024, posthume
- Léna, (dessin), avec Pierre Christin (scénario), Dargaud, coll. « Long Courrier », 3 volumes, 2006-2020.
- Mezek, (dessin), avec Yann (scénario), Le Lombard, coll. « Signé », 2011.
- Les 7 Vies de l'Épervier, troisième époque, quinze ans après, (dessin), avec Patrick Cothias (scénario), Dargaud, 2014.
- Double 7, (dessin), avec Yann (scénario), Dargaud, 2018.
- Les 7 Vies de l'Épervier, troisième époque, Qu'est-ce que ce monde?, (dessin), avec Patrick Cothias (scénario), Dargaud, 2021.

### Illustrations

#### Portfolios
- BUK, janvier 1985, Éditions GENTIANE (75011 Paris), tiré à 900 exemplaires numérotés et signés par l'auteur ainsi que 20 exemplaires réservés à l'auteur et à l'éditeur
- 75013 Paris, Comixland, 1989
- Paris/Paris, Alain Beaulet, 1993
- 360°, Alain Beaulet, 1995
- Est Sud Est, Alain Beaulet, 1998
- Nation Étoile, Alain Beaulet, 2000
- 36 vues de la Tour Eiffel, Christian Desbois Editions, 2002. Inspiré d'Henri Rivière et de Katsushika Hokusai.
- New-York Tanks, Alain Beaulet, 2003
- Entracte, Éditions Daniel Maghen, 2006
- Dans les coulisses de Blake & Mortimer, Éditions Blake & Mortimer, 2008
- Les Recettes de Philippe le Pâtissier, Alain Beaulet, 2009
- Les Films du Crayon, Alain Beaulet, 2009
- Blake et Mortimer, Reves de Bulles[17]

#### Illustrations d'ouvrages littéraires
- Tandis que j'agonise, de William Faulkner, Futuropolis/Gallimard, 1991
- La Vallée des hommes perdus, d'Irène Frain, DS, 1994
- Quinze ans, la mort au bout du couloir, de Jocelyne Sauvard, Syros, coll. « J'accuse », 1999
- Nos Chers Disparus, de Rodolphe, Alain Beaulet éditeur, 2001
- Le Rêve du glouton, de Jean-Charles Bernardini, Mango jeunesse, coll. « Le Cercle magique », 2002

#### Autres illustrations
- Illustrations pour la collection d'Hachette « Histoire Juniors », 1983-1984
- Couverture de tous les albums des séries Le Triangle secret (7 tomes), INRI (4 tomes), Hertz (5 tomes), Les Gardiens du sang (5 tomes) et Lacrima Christi (4 tomes), Delcourt, 2000-2018
- Trégor, les beaux jours illustrations Edition Zanpano 2010

## Prix et distinctions
- 1994 : Alph'Art du meilleur album français au Festival d'Angoulême, Prix Spécial du jury au festival de Sierre et Prix du festival de Charleroi pour Le Cahier bleu[18]
- 1996 : Grand prix de la ville d'Angoulême
- 2000 :  Prix Haxtur de la meilleure histoire courte pour Blake et Mortimer : La Machination Voronov (avec Yves Sente)
- 2006 :  Prix spécial du jury des prix Max et Moritz pour 36 Vues de la tour Eiffel